# II Most Wanted
«II Most Wanted» (estilizado en mayúsculas; en español: «Dos más buscadas») es una canción de las vocalistas estadounidenses Beyoncé y Miley Cyrus. Se publicó el 29 de marzo de 2024 a través de Parkwood Entertainment y Columbia Records como la decimosexta pista del octavo álbum de estudio de la primera, Cowboy Carter, e interpola «Landslide» (1975) de Fleetwood Mac.
Una canción country y soft rock, Beyoncé y Cyrus escribieron «II Most Wanted» con Ryan Tedder y Michael Pollack, y la produjeron con Pollack y Shawn Everett. Jonathan Rado de Foxygen proporcionó producción adicional, guitarra acústica y teclados, mientras que Adam Granduciel de la banda de rock independiente The War on Drugs tocó la guitarra eléctrica.

## Antecedentes
| Entonces, cuando Beyoncé se acercó a mí para hablarme de música, pensé en ello de inmediato porque realmente abarca nuestra relación. Le dije: "No tenemos que volvernos country; somos country. Hemos sido country". Le dije: "Sabes, como tú eres de Texas y yo de Tennessee, entonces mucho de nosotras estará en esta canción". —Miley Cyrus para W en 2024. |

Knowles y Cyrus colaboraron anteriormente en «Just Stand Up!» (2008) como parte del supergrupo de beneficencia Artists Stand Up to Cancer. «II Most Wanted» fue escrita inicialmente por Cyrus alrededor de 2020. La canción se utilizó después de que Beyoncé se comunicara con ella sobre la colaboración.
El 28 de marzo de 2024, Knowles reveló la canción y la colaboración como parte de su álbum de estudio Cowboy Carter. Tras su lanzamiento, Cyrus recurrió a Twitter para expresar su admiración por Beyoncé, manifestando que esta no había hecho más que profundizarse mientras creaban juntas la canción.

## Composición
El título «II Most Wanted» es una referencia al estatus de ambas en la industria musical. En este «dúo vibrante y de ritmo lento» las dos cantantes «combinan sus distintivas voces» mientras intercambian líneas y armonizan. Presenta «melismas simplistas» de Cyrus y «rupturas [más] exuberantes» de Knowles, acompañadas por una mezcla instrumental de «country del porche de atrás» y «pop rock» al estilo de Fleetwood Mac.  Aunque Beyoncé confirmó que todos los temas de Cowboy Carter estaban inspirados en películas, «II Most Wanted» también hace referencia a una amistad o «un amor más romántico», en el que conocer a la otra persona cambió trascendentemente las vidas de ambos, por lo que se comprometen a «estar a la disposición del otro». El contenido lírico también se ha vinculado al tema de una asociación «contigo hasta la muerte», que recuerda a películas como Thelma & Louise (1991) y Bonnie and Clyde (1967).  Un motivo destacado en la letra es el uso de un «imaginario vaquero».

## Recepción de la crítica
Brittany Spanos de Rolling Stone consideró a «II Most Wanted» como la mejor colaboración de Cowboy Carter y un «hito en la carrera» de ambas cantantes. Comparó los personajes de Carter y Cyrus con Butch Cassidy y Sundance Kid, respectivamente, y elogió cómo sus voces «se funden la una con la otra en lugar de disputarse el protagonismo».
Kyle Denis de Billboard clasificó «II Most Wanted» como la tercera mejor pista del álbum, elogiando sus «tonos profundos» que «combinan maravillosamente». Denis consideró la colaboración como si ambas artistas estuvieran en la «cima de sus poderes», lo que hace que cada elección estilística sea «un jonrón». Sostiene que evocan «una sensación de dignidad emocional» que hace que la canción parezca «mucho más aventurada».
Mary Siroky de Consequence definió al tema como una de «las canciones más directas» del álbum, describiéndola como «un poco lúgubre y nostálgica, reconociendo el fluido paso del tiempo y su inevitable detenimiento».

## Rendimiento comercial
El tema debutó en la décima posición del listado Billboard Global 200, otorgándole a Beyoncé su tercera canción en colocarse dentro de las primeras diez posiciones de la lista, después de «Break My Soul» (2022) y «Texas Hold 'Em» (2024), así como la segunda aparición de Cyrus tras «Flowers» (2023).
En Estados Unidos, «II Most Wanted» debutó en el número seis de Billboard Hot 100, marcando el vigesimotercer sencillo Top 10 de Beyoncé y el decimotercero de Cyrus. La canción también se convirtió en el tercer tema Top 10 de Cowboy Carter, simultáneamente a «Texas Hold 'Em» y «Jolene». De la misma manera, las tres canciones ocuparon las primeras tres posiciones del listado Hot Country Songs, con «II Most Wanted» en el segundo puesto, acreditando en Beyoncé como la primera artista femenina en lograr dicha hazaña.
«II Most Wanted» tuvo una apertura en la novena posición de la lista UK Singles Chart del Reino Unido, siendo uno de los tres temas de Cowboy Carter que se colocaron dentro del Top 10, junto a «Texas Hold 'Em» y «Jolene». Asimismo, la colaboración otorgó a Beyoncé su vigésima cuarta aparición en el listado, y la novena de Cyrus.

## Premios y nominaciones
| Organización                   | Año  | Categoría                                 | Resultado | Ref.   |
| ------------------------------ | ---- | ----------------------------------------- | --------- | ------ |
| People's Choice Country Awards | 2024 | La Canción Crossover del 2024             | Nominada  | [ 21 ] |
| Premios Grammy                 | 2025 | Mejor Interpretación Country, Dúo o Grupo | Ganadora  | [ 22 ] |

## Posicionamiento en listas
| Listas (2024)                        | Mejor posición |
| ------------------------------------ | -------------- |
| Australia (ARIA)                     | 16             |
| Austria (Ö3 Austria Top 40)          | 55             |
| Brasil (Brasil Hot 100)              | 60             |
| Canadá (Canadian Hot 100)            | 17             |
| Dinamarca (Tracklisten)              | 27             |
| Estados Unidos (Billboard Hot 100)   | 6              |
| Estados Unidos (Hot Country Songs)   | 2              |
| Francia (SNEP)                       | 63             |
| Grecia (IFPI)                        | 48             |
| Islandia (Plötutíðindi)              | 27             |
| Irlanda (IRMA)                       | 13             |
| Japón Hot Overseas (Billboard Japan) | 15             |
| Lituania (AGATA)                     | 17             |
| Noruega (VG-lista)                   | 23             |
| Nueva Zelanda (Recorded Music NZ)    | 1              |
| Países Bajos (Mega Single Top 100)   | 27             |
| Reino Unido (UK Singles Chart)       | 9              |
| Suecia (Sverigetopplistan)           | 24             |
| Suiza (Schweizer Hitparade)          | 20             |

## Certificaciones
| País (Organismo certificador) | Certificaciones | Ventas certificadas | Ref.   |
| ----------------------------- | --------------- | ------------------- | ------ |
| Brasil (Pro-Música Brasil)    | Platino         | 40 000              | [ 42 ] |
| Canadá (Music Canada)         | Oro             | 40 000              | [ 43 ] |
| Estados Unidos (RIAA)         | Oro             | 500 000             | [ 44 ] |

## Historial de lanzamientos
| Región         | Fecha              | Formato                | Discográfica | Ref.   |
| -------------- | ------------------ | ---------------------- | ------------ | ------ |
| Estados Unidos | 2 de abril de 2024 | Contemporary hit radio | Columbia     | [ 45 ] |
| Canadá         | 2 de abril de 2024 | Contemporary hit radio | Columbia     | [ 46 ] |